# Witaj

Logotip del projecte Witaj

Witaj (sòrab benvingut) és un projecte que per a l'ensenyament bilingüe en alt sòrab/baix sòrab i alemany a les llars d'infants i escoles primàries a Lusàcia.
El primer grup d'ensenyament Witaj es va formar l'1 de març de 1998 a Sielow (Cottbus), amb dotze alumnes. La idea era basada en l'ensenyament bilingüe al Canadà i amb èxit pel sistema d'immersió lingüística de la Bretanya (el servei Div Yezh). L'ensenyament es fa en sòrab pel sistema d'immersió, i els nens han de parlar tant en sòrab com en alemany i anar a la llar d'infants de Witaj. Els primers alumnes del sistema Witaj han continuat l'ensenyament secundari a l'Institut Sòrab de Cottbus el 2006, i des d'aleshores ha continuat l'ensenyament especial en sòrab. Algunes escoles primàries s'han unit al projecte, i d'altres tenen un professor per a ensenyar matemàtiques, història regional, música, arts i esport en sòrab.

## Situació actual
En l'actualitat, només hi ha al voltant de deu escoles bressol en sòrab, que sovint en mans de l'església a la qual hi assisteixen uns 600 nens, i cinc jardins d'infants Witaj:
- Jardí d'infants Witaj "Mato Rizo" a Sielow-Cottbus (Brandenburg)
- Jardí d'infants "Villa Kunterbunt" a Cottbus (Brandenburg)
- Jardí d'infants "Milenka" a Rohne (Saxònia)
- Jardí d'infants Witaj "Pumpot" a Dörgenhausen (Saxònia)
- Jardí d'infants a Malschwitz (Saxònia)

Endemés, el 2009 també hi havia set escoles bressol Witaj a Brandenburg i onze a Saxònia. També ofereixen el programa Witaj:
- Guarderia sòrab de Crostwitz (Saxònia)
- Guarderia sòrab Ralbitz (Saxònia)
- Guarderia sòrab Ostro (Saxònia)